# 输出设备
在计算领域，是一种计算机硬件，根据从信息处理系统（如计算机或资讯设备）中接收到的数据和指令执行特定任务。
输出的类型包括文本、图形、触觉、音频、视频等。
打印机、投影机、显示屏、扬声器等都是输出装置。